# Terza Divisione 1924-1925
La Terza Divisione 1924-1925 fu la terza edizione di questa manifestazione calcistica a carattere regionale organizzata dalla FIGC.
Era strutturata in campionati regionali gestiti dai Comitati Regionali. I campioni regionali ottenevano la promozione diretta in Seconda Divisione.
Non erano previste retrocessioni in Quarta Divisione che non era una categoria di merito ma bensì di prova.

## Comitati della Lega Nord
Erano sette: Piemonte, Liguria, Lombardia, Veneto, Venezia Giulia, Emilia e Toscana. I campioni regionali ottenevano la promozione diretta in Seconda Divisione. Per motivi patriottici furono poi promossi anche i vicecampioni giuliani.

## Piemonte

### Girone A
Fonte:

#### Squadre partecipanti
| Club              | Città            | Stadio | Stagione precedente |
| ----------------- | ---------------- | ------ | ------------------- |
| U.S. Arona        | Arona (NO)       |        |                     |
| S.S. Borgomanero  | Borgomanero (NO) |        |                     |
| C.S. Crusinallese | Crusinallo (NO)  |        |                     |
| Domo F.B.C.       | Domodossola (NO) |        |                     |
| U.S. Intrese      | Intra (NO)       |        |                     |
| U.S. Omegnese     | Omegna (NO)      |        |                     |
| Pallanza Sportiva | Pallanza (NO)    |        |                     |
| Stresa Sportiva   | Stresa (NO)      |        |                     |

#### Classifica finale
|  | Pos. | Squadra       | Pt | G  | V | N | P | GF | GS | DR |
|  | ---- | ------------- | -- | -- | - | - | - | -- | -- | -- |
|  | 1.   | Intrese       | 24 | 14 |   |   |   |    |    |    |
|  | 2.   | Domo          | 21 | 14 |   |   |   |    |    |    |
|  | 3.   | Arona         | 19 | 14 |   |   |   |    |    |    |
|  | 4.   | Omegnese      | 16 | 14 |   |   |   |    |    |    |
|  | 5.   | Borgomanero   | 13 | 14 |   |   |   |    |    |    |
|  | 6.   | Stresa        | 11 | 14 |   |   |   |    |    |    |
|  | 7.   | Crusinallese  | 8  | 14 |   |   |   |    |    |    |
|  | 8.   | Pallanza (-2) | 0  | 14 |   |   |   |    |    |    |

Legenda:

      Ammesso alle finali.
 Ritirata durante il campionato.
Regolamento:

Due punti a vittoria, uno a pareggio, zero a sconfitta.
Pari merito in caso di pari punti.
Note:
Pallanza ha scontato 2 punti di penalizzazione in classifica per due rinunce.

### Girone B

#### Squadre partecipanti
| Club               | Città         | Stadio | Stagione precedente                     |
| ------------------ | ------------- | ------ | --------------------------------------- |
| U.R.S. La Chivasso | Chivasso (TO) |        |                                         |
| U.S. Eporediese    | Ivrea (TO)    |        |                                         |
| Fiat Ferriere      | ?             |        |                                         |
| S.C. Michelin      | Torino        |        |                                         |
| F.C. Pastore       | Torino        |        | 6º nel girone A della Seconda Divisione |
| U.S. Trinese       | Trino (NO)    |        |                                         |

#### Classifica finale
|  | Pos. | Squadra       | Pt | G  | V | N | P | GF | GS | DR |
|  | ---- | ------------- | -- | -- | - | - | - | -- | -- | -- |
|  | 1.   | Pastore       | 17 | 10 |   |   |   |    |    |    |
|  | 2.   | Trinese       | 16 | 10 |   |   |   |    |    |    |
|  | 3.   | Michelín      | 12 | 10 |   |   |   |    |    |    |
|  | 4.   | La Chivasso   | 8  | 10 |   |   |   |    |    |    |
|  | 5.   | Eporediese    | 5  | 10 |   |   |   |    |    |    |
|  | 6.   | Fiat Ferriere | 2  | 10 |   |   |   |    |    |    |

Legenda:

      Ammesso alle finali.
Regolamento:

Due punti a vittoria, uno a pareggio, zero a sconfitta.
Pari merito in caso di pari punti.

### Girone C

#### Squadre partecipanti
| Club                  | Città            | Stadio | Stagione precedente |
| --------------------- | ---------------- | ------ | ------------------- |
| Acqui U.S.            | Acqui Terme (AL) |        |                     |
| U.S. Albese           | Alba (CN)        |        |                     |
| G.S.O. G.B. Borsalino | Alessandria      |        |                     |
| S.C. Giovane Piemonte | Torino           |        |                     |
| G.S. Fiat             | Torino           |        |                     |

#### Classifica finale
|  | Pos. | Squadra          | Pt | G | V | N | P | GF | GS | DR |
|  | ---- | ---------------- | -- | - | - | - | - | -- | -- | -- |
|  | 1.   | FIAT             | 11 | 8 | 3 | 5 | 0 | 14 | 6  | +8 |
|  | 2.   | Albese           | 10 | 8 | 4 | 2 | 2 | 17 | 12 | +5 |
|  | 3.   | Acqui            | 7  | 8 | 2 | 3 | 3 | 15 | 16 | -1 |
|  | 3.   | Borsalino        | 7  | 8 | 2 | 3 | 3 | 11 | 15 | -4 |
|  | 5.   | Giovane Piemonte | 5  | 8 | 2 | 1 | 5 | 10 | 18 | -8 |

Legenda:

      Ammesso alle finali.
Regolamento:

Due punti a vittoria, uno a pareggio, zero a sconfitta.
Pari merito in caso di pari punti.

### Girone finale
|  | Pos. | Squadra      | Pt | G | V | N | P | GF | GS | DR |
|  | ---- | ------------ | -- | - | - | - | - | -- | -- | -- |
|  | 1.   | FIAT         | 6  | 4 | 2 | 2 | 0 | 8  | 6  | +2 |
|  | 2.   | Intrese      | 5  | 4 | 2 | 1 | 1 | 9  | 6  | +3 |
|  | 3.   | Pastore (-1) | 0  | 4 | 0 | 1 | 3 | 3  | 8  | -5 |

Legenda:

      Promossa in Seconda Divisione 1925-1926.
Regolamento:

Due punti a vittoria, uno a pareggio, zero a sconfitta.
Pari merito in caso di pari punti.
Note:
Pastore ha scontato 1 punto di penalizzazione in classifica per una rinuncia, e quindi cessa definitivamente l’attività sciogliendosi.

### Risultati

#### Calendario
| Andata (1ª) | Andata (1ª)     | 1ª giornata  | Ritorno (4ª) | Ritorno (4ª) |
|             |                 |              |              |              |
| 29 mar.     | 1-1             | Pastore-FIAT | 1-2          | 19 apr.      |
| 29 mar.     | Riposa: Intrese |              |              | 19 apr.      |

| Andata (2ª) | Andata (2ª)  | 2ª giornata     | Ritorno (5ª) | Ritorno (5ª) |
|             |              |                 |              |              |
| 5 apr.      | 3-1          | Intrese-Pastore | 2-0          | 26 apr.      |
| 5 apr.      | Riposa: FIAT |                 |              | 26 apr.      |

| \| Andata (3ª) \| Andata (3ª) \| 3ª giornata \| Ritorno (6ª) \| Ritorno (6ª) \| \| \| \| \| \| \| \| 12 apr. \| 4-3 \| FIAT-Intrese \| 1-1 \| 8 mag. \| \| 12 apr. \| Riposa: Pastore \| \| \| 8 mag. \| |                 |              |              |              |
| Andata (3ª) | Andata (3ª)     | 3ª giornata  | Ritorno (6ª) | Ritorno (6ª) |
| |                 |              |              |              |
| 12 apr. | 4-3             | FIAT-Intrese | 1-1          | 8 mag.       |
| 12 apr. | Riposa: Pastore |              |              | 8 mag.       |

## Liguria

### Girone A

#### Squadre partecipanti
| Club                | Città                        | Stadio | Stagione precedente |
| ------------------- | ---------------------------- | ------ | ------------------- |
| Entella F.C.        | Chiavari (GE)                |        |                     |
| Pegazzano F.B.C.    | La Spezia                    |        |                     |
| C.S. Ruentes        | Rapallo (GE)                 |        |                     |
| U.S. Sestri Levante | Sestri Levante (GE)          |        |                     |
| S.S. Tigullio       | Santa Margherita Ligure (GE) |        |                     |

#### Classifica finale
|  | Pos. | Squadra         | Pt | G | V | N | P | GF | GS | DR |
|  | ---- | --------------- | -- | - | - | - | - | -- | -- | -- |
|  | 1.   | Pegazzano       | 11 | 8 | 5 | 1 | 2 | 14 | 8  | +6 |
|  | 2.   | Rapallo Ruentes | 8  | 8 | 4 | 0 | 4 | 6  | 7  | -1 |
|  | 3.   | Entella         | 7  | 8 | 3 | 1 | 4 | 15 | 15 | 0  |
|  | 3.   | Sestri Levante  | 7  | 8 | 3 | 1 | 4 | 14 | 16 | -2 |
|  | 3.   | Tigullio        | 7  | 8 | 3 | 1 | 4 | 14 | 17 | -3 |

Legenda:

      Ammesso alla semifinale ligure.
Regolamento:

Due punti a vittoria, uno a pareggio, zero a sconfitta.
Pari merito in caso di pari punti.

### Girone B

#### Squadre partecipanti
| Club                 | Città                 | Stadio | Stagione precedente                     |
| -------------------- | --------------------- | ------ | --------------------------------------- |
| Edera F.C.           | Genova                |        |                                         |
| U.S. Genovese        | Genova                |        |                                         |
| U.S. Quarto          | Quarto dei Mille (GE) |        | 8º nel girone B della Seconda Divisione |
| U.S. Veloci Embriaci | Genova                |        | 6º nel girone B della Seconda Divisione |

#### Classifica finale
|  | Pos. | Squadra         | Pt | G | V | N | P | GF | GS | DR  |
|  | ---- | --------------- | -- | - | - | - | - | -- | -- | --- |
|  | 1.   | Genovese        | 9  | 6 | 4 | 1 | 1 | 10 | 5  | +5  |
|  | 1.   | Edera           | 9  | 6 | 4 | 1 | 1 | 11 | 5  | +6  |
|  | 3.   | Veloci Embriaci | 6  | 6 | 3 | 0 | 3 | 8  | 8  | 0   |
|  | 4.   | Quarto          | 0  | 6 | 0 | 0 | 6 | 2  | 13 | -11 |

Legenda:

      Ammesso alla semifinale ligure.
Regolamento:

Due punti a vittoria, uno a pareggio, zero a sconfitta.
Pari merito in caso di pari punti.

### Girone C

#### Squadre partecipanti
| Club               | Città                   | Stadio | Stagione precedente |
| ------------------ | ----------------------- | ------ | ------------------- |
| U.S. Busallese     | Busalla (GE)            |        |                     |
| A.S. Corniglianese | Cornigliano Ligure (GE) |        |                     |
| S.S. Italia Nuova  | Bolzaneto (GE)          |        |                     |
| U.S. Pontedecimo   | Pontedecimo (GE)        |        |                     |
| U.S. Ronchese      | Ronco Scrivia (GE)      |        |                     |

#### Classifica finale
|  | Pos. | Squadra       | Pt | G | V | N | P | GF | GS | DR  |
|  | ---- | ------------- | -- | - | - | - | - | -- | -- | --- |
|  | 1.   | Italia Nuova  | 13 | 8 | 5 | 3 | 0 | 9  | 3  | +6  |
|  | 2.   | Corniglianese | 12 | 8 | 5 | 2 | 1 | 16 | 5  | +11 |
|  | 3.   | Busallese     | 6  | 8 | 2 | 2 | 4 | 9  | 10 | -1  |
|  | 4.   | Ronchese      | 5  | 8 | 2 | 1 | 5 | 5  | 16 | -11 |
|  | 5.   | Pontedecimo   | 4  | 8 | 2 | 0 | 6 | 9  | 14 | -5  |

Legenda:

      Ammesso alla semifinale ligure.
Regolamento:

Due punti a vittoria, uno a pareggio, zero a sconfitta.
Pari merito in caso di pari punti.

### Girone D

#### Squadre partecipanti
| Club                  | Città  | Stadio | Stagione precedente                     |
| --------------------- | ------ | ------ | --------------------------------------- |
| F.C. Fiorente         | Genova |        |                                         |
| D.S. Grifone Ausonia  | Genova |        |                                         |
| Spes F.C.             | Genova |        | 7º nel girone B della Seconda Divisione |
| S.S. Pro San Gottardo | Genova |        |                                         |
| S.C. Sparta Velox     | Genova |        |                                         |

#### Classifica finale
|  | Pos. | Squadra          | Pt | G | V | N | P | GF | GS | DR |
|  | ---- | ---------------- | -- | - | - | - | - | -- | -- | -- |
|  | 1.   | Spes Genova      | 12 | 8 |   |   |   |    |    | +  |
|  | 2.   | Grifone Ausonia  | 11 | 8 |   |   |   |    |    | +  |
|  | 3.   | Pro San Gottardo | 9  | 8 |   |   |   |    |    | -  |
|  | 4.   | Fiorente         | 2  | 8 |   |   |   |    |    | -  |
|  | 5.   | Sparta Velox     | 0  | 8 |   |   |   |    |    | -  |

Legenda:

      Ammesso alla semifinale ligure.
Regolamento:

Due punti a vittoria, uno a pareggio, zero a sconfitta.
Pari merito in caso di pari punti.
Due punti a vittoria, uno a pareggio, zero a sconfitta.
Note:
8 punti mancanti non segnalati.

### Girone E

#### Squadre partecipanti
| Club               | Città            | Stadio | Stagione precedente |
| ------------------ | ---------------- | ------ | ------------------- |
| Aurora F.C.        | Savona (GE)      |        |                     |
| U.S. Miramare      | Savona (GE)      |        |                     |
| U.S. Veloce        | Savona (GE)      |        |                     |
| U.S. Ventimigliese | Ventimiglia (IM) |        |                     |
| Zinola F.C.        | Savona (GE)      |        |                     |

#### Classifica finale
|  | Pos. | Squadra       | Pt | G | V | N | P | GF | GS | DR |
|  | ---- | ------------- | -- | - | - | - | - | -- | -- | -- |
|  | 1.   | Ventimigliese | 14 | 8 |   |   |   |    |    | +  |
|  | 2.   | Aurora        | 10 | 8 |   |   |   |    |    | +  |
|  | 3.   | Miramare      | 9  | 8 |   |   |   |    |    | +  |
|  | 4.   | Zinola        | 5  | 8 |   |   |   |    |    | -  |
|  | 5.   | Veloce Savona | 2  | 8 |   |   |   |    |    | -  |

Legenda:

      Ammesso alla semifinale ligure.
Regolamento:

Due punti a vittoria, uno a pareggio, zero a sconfitta.
Pari merito in caso di pari punti.

### Girone A
|  | Pos. | Squadra         | Pt | G | V | N | P | GF | GS | DR |
|  | ---- | --------------- | -- | - | - | - | - | -- | -- | -- |
|  | 1.   | Genovese        | 11 | 8 |   |   |   |    |    | +  |
|  | 2.   | Ventimigliese   | 10 | 8 |   |   |   |    |    | +  |
|  | 3.   | Italia Nuova    | 9  | 8 |   |   |   |    |    | +  |
|  | 4.   | Rapallo Ruentes | 7  | 8 |   |   |   |    |    | -  |
|  | 5.   | Grifone Ausonia | 3  | 8 |   |   |   |    |    | -  |

Legenda:

      Ammesse alla finale ligure.
Regolamento:

Due punti a vittoria, uno a pareggio, zero a sconfitta.
Pari merito in caso di pari punti.

### Girone B
|  | Pos. | Squadra       | Pt | G | V | N | P | GF | GS | DR |
|  | ---- | ------------- | -- | - | - | - | - | -- | -- | -- |
|  | 1.   | Corniglianese | 15 | 8 |   |   |   |    |    | +  |
|  | 2.   | Pegazzano     | 9  | 8 |   |   |   |    |    | +  |
|  | 3.   | Edera         | 7  | 8 |   |   |   |    |    | +  |
|  | 4.   | Spes Genova   | 5  | 8 |   |   |   |    |    | -  |
|  | 5.   | Aurora        | 4  | 8 |   |   |   |    |    | -  |

Legenda:

      Ammesse alla finale ligure.
Regolamento:

Due punti a vittoria, uno a pareggio, zero a sconfitta.
Pari merito in caso di pari punti.

### Finale
|               | Risultato |               | Luogo e data                      |
| ------------- | --------- | ------------- | --------------------------------- |
| Genovese      | 0 - 2     | Corniglianese | Sampierdarena, 26 aprile 1925     |
| Corniglianese | 2 - 2     | Genovese      | Cornigliano Ligure, 3 maggio 1925 |
|               |           |               |                                   |

### Verdetti
- La Corniglianese è campione ligure di Terza Divisione e promossa in Seconda Divisione 1925-1926.

## Lombardia
Campionato organizzato dal Comitato Regionale Lombardo di Milano su nuova formula di quattro gironi da otto o più squadre con due gironi semifinali da quattro squadre e una finale.

### Girone A

#### Squadre partecipanti
| Club                 | Città              | Stadio                                  |
| -------------------- | ------------------ | --------------------------------------- |
| Abbiategrasso F.B.C. | Abbiategrasso (MI) | -                                       |
| Ardita-Ausonia F.C.  | Milano-Gorla       | Campo "Pro Gorla"                       |
| S.G. Gallaratese     | Gallarate (MI)     | Stadio Alessandro Maino                 |
| F.C. Meda            | Meda (MI)          | -                                       |
| Pro Victoria F.C.    | Monza (MI)         | Campo di via Luciano Manara             |
| U.S. Sestese         | Sesto Calende (MI) | -                                       |
| A.C. Stelvio Olona   | Milano             | -                                       |
| A.S. Varesina        | Varese (CO)        | 7º nel girone A della Seconda Divisione |

#### Classifica finale
|  | Pos. | Squadra        | Pt | G  | V | N | P | GF | GS | DR |
|  | ---- | -------------- | -- | -- | - | - | - | -- | -- | -- |
|  | 1.   | Gallaratese    | 20 | 14 |   |   |   |    |    |    |
|  | 1.   | Stelvio Olona  | 20 | 14 |   |   |   |    |    |    |
|  | 3.   | Abbiategrasso  | 19 | 14 |   |   |   |    |    |    |
|  | 4.   | Sestese        | 16 | 14 |   |   |   |    |    |    |
|  | 5.   | Varesina       | 14 | 14 |   |   |   |    |    |    |
|  | 6.   | Ardita Ausonia | 13 | 14 |   |   |   |    |    |    |
|  | 7.   | Pro Victoria   | 8  | 14 |   |   |   |    |    |    |
|  | 8.   | Meda           | 0  | 14 |   |   |   |    |    |    |

Legenda:

      Va alle semifinali lombarde per la promozione in Seconda Divisione.
Regolamento:

Due punti a vittoria, uno a pareggio, zero a sconfitta.
Pari merito in caso di pari punti.
Note:
2 punti di penalizzazione non segnalati.

#### Spareggio ammissione alle finali
|             | Risultato |               | Luogo e data    |
| ----------- | --------- | ------------- | --------------- |
| Gallaratese | 1 - 0     | Stelvio Olona | Seregno, ? 1925 |
|             |           |               |                 |

Notapoi annullato cambiando il regolamento in corso d’opera largheggiando da quattro finaliste a otto semifinaliste.

### Girone B

#### Squadre partecipanti
| Club                   | Città              | Stadio                         |                                              |
| ---------------------- | ------------------ | ------------------------------ | -------------------------------------------- |
| S.G.M. Forti e Liberi  | Monza (MI)         | Campo di viale Cesare Battisti |                                              |
| S.C. Italia            | Ponte Chiasso (CO) | -                              |                                              |
| Minerva F.C.           | Milano             | -                              |                                              |
| S.G. Pro Lissone       | Lissone (MI)       | Campo della Palestra           | 4º nel gir.Lombardia B della Terza Divisione |
| Saronno F.B.C.         | Saronno (MI)       | Campo di via Milano            | 7º nel girone C della Seconda Divisione      |
| C.S. Savoia            | Cernobbio (CO)     | -                              |                                              |
| Seregno F.B.C.         | Seregno (MI)       | Campo di via Correnti          | 2º nel gir.Lombardia D della Terza Divisione |
| A.S. Seveso San Pietro | Seveso (MI)        |                                |                                              |
| Vigor F.C.             | Milano             | -                              |                                              |

#### Classifica finale
|  | Pos. | Squadra           | Pt | G  | V | N | P | GF | GS | DR |
|  | ---- | ----------------- | -- | -- | - | - | - | -- | -- | -- |
|  | 1.   | Minerva           | 29 | 16 |   |   |   |    |    |    |
|  | 2.   | Saronno           | 24 | 16 |   |   |   |    |    |    |
|  | 3.   | Seregno           | 23 | 16 |   |   |   |    |    |    |
|  | 4.   | Forti e Liberi    | 17 | 16 |   |   |   |    |    |    |
|  | 5.   | Pro Lissone       | 15 | 16 |   |   |   |    |    |    |
|  | 6.   | Savoia            | 13 | 16 |   |   |   |    |    |    |
|  | 7.   | Vigor             | 10 | 16 |   |   |   |    |    |    |
|  | 8.   | Italia            | 6  | 16 |   |   |   |    |    |    |
|  | 9.   | Seveso San Pietro | 5  | 16 |   |   |   |    |    |    |

Legenda:

      Va alle semifinali lombarde per la promozione in Seconda Divisione.
Regolamento:

Due punti a vittoria, uno a pareggio, zero a sconfitta.
Pari merito in caso di pari punti.
Note:
Penalizzazioni evidenziate da La Gazzetta dello Sport non sono state citate.

### Girone C

#### Squadre partecipanti
| Club                     | Città                     | Stadio |
| ------------------------ | ------------------------- | ------ |
| S.S. A.L.P.E.            | Bergamo                   | -      |
| F.C. Alzano              | Alzano Maggiore (BG)      | -      |
| U.S. Codogno             | Codogno (MI)              | -      |
| Crema F.C.               | Crema (CR)                | -      |
| G.S. Marelli             | Sesto San Giovanni (MI)   | -      |
| G.S. Officine Meccaniche | Milano                    | -      |
| Pro Palazzolo            | Palazzolo sull'Oglio (BS) | -      |
| U.S. Soresinese          | Soresina (CR)             | -      |
| U.S. Veltro              | Caravaggio (BG)           | -      |

#### Classifica finale
|  | Pos. | Squadra             | Pt | G  | V | N | P | GF | GS | DR |
|  | ---- | ------------------- | -- | -- | - | - | - | -- | -- | -- |
|  | 1.   | Crema               | 24 | 16 |   |   |   |    |    |    |
|  | 2.   | Codogno             | 23 | 16 |   |   |   |    |    |    |
|  | 3.   | Pro Palazzolo       | 21 | 16 |   |   |   |    |    |    |
|  | 4.   | Soresinese          | 18 | 16 |   |   |   |    |    |    |
|  | 5.   | Marelli             | 15 | 16 |   |   |   |    |    |    |
|  | 6.   | A.L.P.E.            | 14 | 16 |   |   |   |    |    |    |
|  | 7.   | Officine Meccaniche | 13 | 16 |   |   |   |    |    |    |
|  | 7.   | Alzano              | 13 | 16 |   |   |   |    |    |    |
|  | 9.   | Veltro              | 0  | 16 |   |   |   |    |    |    |

Legenda:

      Va alle semifinali lombarde per la promozione in Seconda Divisione.
Regolamento:

Due punti a vittoria, uno a pareggio, zero a sconfitta.
Pari merito in caso di pari punti.
Note:
Penalizzazioni evidenziate da La Gazzetta dello Sport non sono state citate.

### Girone D

#### Squadre partecipanti
| Club                  | Città          | Stadio |
| --------------------- | -------------- | ------ |
| Casteggio F.B.C.      | Casteggio (PV) |        |
| S.C. Dergano          | Milano         |        |
| S.C. Farini           | Milano         |        |
| Sport Iris Milan      | Milano         |        |
| Italia F.C.           | Milano         |        |
| S.G. Stradellina      | Stradella (PV) |        |
| G.C. Vigevanesi       | Vigevano (PV)  |        |
| Ass. Vogherese Calcio | Voghera (PV)   | -      |

#### Classifica finale
|  | Pos. | Squadra       | Pt | G  | V | N | P | GF | GS | DR |
|  | ---- | ------------- | -- | -- | - | - | - | -- | -- | -- |
|  | 1.   | GC Vigevanesi | 21 | 14 |   |   |   |    |    |    |
|  | 2.   | Casteggio     | 19 | 14 |   |   |   |    |    |    |
|  | 2.   | Dergano       | 19 | 14 |   |   |   |    |    |    |
|  | 4.   | Vogherese     | 18 | 14 | 8 | 2 | 4 | 24 | 17 | +7 |
|  | 5.   | Farini        | 16 | 14 |   |   |   |    |    |    |
|  | 6.   | Iris Milan    | 8  | 14 |   |   |   |    |    |    |
|  | 7.   | Italia        | 4  | 14 |   |   |   |    |    |    |
|  | 8.   | Stradellina   | 0  | 14 |   |   |   |    |    |    |

Legenda:

      Va alle semifinali lombarde per la promozione in Seconda Divisione.
Regolamento:

Due punti a vittoria, uno a pareggio, zero a sconfitta.
Pari merito in caso di pari punti.
Note:
Penalizzazioni evidenziate da La Gazzetta dello Sport non sono state citate.

### Semifinali

#### Semifinale A
|  | Pos. | Squadra     | Pt | G | V | N | P | GF | GS | DR |
|  | ---- | ----------- | -- | - | - | - | - | -- | -- | -- |
|  | 1.   | Crema       | 9  | 6 | . | . | . | .. | .. | +? |
|  | 2.   | Casteggio   | 7  | 6 | . | . | . | .. | .. | +? |
|  | 2.   | Gallaratese | 7  | 6 | . | . | . | .. | .. | +? |
|  | 4.   | Saronno     | 1  | 6 | . | . | . | .. | .. | +? |

Legenda:

      Va alle semifinali lombarde per la promozione in Seconda Divisione.
Regolamento:

Due punti a vittoria, uno a pareggio, zero a sconfitta.
Pari merito in caso di pari punti.

#### Semifinale B
|  | Pos. | Squadra            | Pt | G | V | N | P | GF | GS | DR |
|  | ---- | ------------------ | -- | - | - | - | - | -- | -- | -- |
|  | 1.   | Codogno            | 9  | 6 | . | . | . | .. | .. | +? |
|  | 2.   | Minerva            | 7  | 6 | . | . | . | .. | .. | +? |
|  | 2.   | Stelvio            | 7  | 6 | . | . | . | .. | .. | -? |
|  | 4.   | GC Vigevanesi (-1) | 0  | 6 | . | . | . | .. | .. | -? |

Legenda:

      Va alle semifinali lombarde per la promozione in Seconda Divisione.
Regolamento:

Due punti a vittoria, uno a pareggio, zero a sconfitta.
Pari merito in caso di pari punti.
Note:
Vigevanesi: dedotto un solo punto in classifica a fronte di tre penalizzazioni.

### Finale
|         | Risultato |         | Luogo e data    |
| ------- | --------- | ------- | --------------- |
| Codogno | 0 - 0     | Crema   | Codogno, ? 1925 |
| Crema   | 2 - 1     | Codogno | Crema, ? 1925   |
|         |           |         |                 |

### Verdetti finali
- Crema promosso in Seconda Divisione.

## Veneto

### Girone A

#### Squadre partecipanti
| Club                | Città                    | Stadio | Stagione precedente |
| ------------------- | ------------------------ | ------ | ------------------- |
| I.C.M. Bentegodi    | Verona                   |        |                     |
| A.C. Carraresi      | Padova                   |        |                     |
| G.S. Giorgione      | Castelfranco Veneto (TV) |        |                     |
| U.S. Montebellunese | Montebelluna (TV)        |        |                     |
| A.C. Schio          | Schio (VI)               |        |                     |
| G.S. Tita Fumei     | Padova                   |        |                     |
| A.C. Thiene         | Thiene (VI)              |        |                     |

#### Classifica finale
|  | Pos. | Squadra          | Pt | G  | V | N | P | GF | GS | DR |
|  | ---- | ---------------- | -- | -- | - | - | - | -- | -- | -- |
|  | 1.   | Bentegodi Verona | 20 | 12 |   |   |   |    |    |    |
|  | 2.   | Schio            | 17 | 12 |   |   |   |    |    |    |
|  | 3.   | Montebellunese   | 15 | 12 |   |   |   |    |    |    |
|  | 4.   | Thiene           | 14 | 12 |   |   |   |    |    |    |
|  | 5.   | Tita Fumei       | 10 | 12 |   |   |   |    |    |    |
|  | 6.   | Carraresi        | 4  | 12 |   |   |   |    |    |    |
|  | 7.   | Giorgione        | 3  | 12 |   |   |   |    |    |    |

Legenda:

      Ammesso alla finale veneta.
Regolamento:

Due punti a vittoria, uno a pareggio, zero a sconfitta.
Pari merito in caso di pari punti.
Note:
1 punto di penalizzazione non segnalato.

### Girone B

#### Squadre partecipanti
| Club            | Città                | Stadio | Stagione precedente                     |
| --------------- | -------------------- | ------ | --------------------------------------- |
| Dop. Ferrovieri | Venezia              |        |                                         |
| A.C. Libertas   | Venezia              |        |                                         |
| A.C. Mestre     | Mestre (VE)          |        |                                         |
| U.S. Olimpia    | Treviso              |        |                                         |
| F.C. Pordenone  | Pordenone (UD)       |        |                                         |
| Treviso F.C.    | Treviso              |        | 6º nel girone D della Seconda Divisione |
| U.S. Virtus     | Venezia              |        |                                         |
| C.S. Vittorio   | Vittorio Veneto (TV) |        |                                         |

#### Classifica finale
|  | Pos. | Squadra         | Pt | G  | V  | N | P  | GF | GS | DR |
|  | ---- | --------------- | -- | -- | -- | - | -- | -- | -- | -- |
|  | 1.   | Treviso         | 24 | 14 | 11 | 2 | 1  | 38 | 15 |    |
|  | 2.   | Pordenone       | 22 | 14 | 10 | 2 | 2  | 29 | 8  |    |
|  | 3.   | Ferrovieri      | 16 | 14 | 7  | 2 | 5  | 24 | 20 |    |
|  | 4.   | Olimpia         | 14 | 14 | 6  | 2 | 6  | 26 | 19 |    |
|  | 5.   | Libertas        | 14 | 14 | 5  | 4 | 5  | 16 | 13 |    |
|  | 6.   | Vittorio Veneto | 12 | 14 | 5  | 2 | 7  | 13 | 19 |    |
|  | 7.   | Mestre          | 9  | 14 | 4  | 1 | 9  | 16 | 36 |    |
|  | 8.   | Virtus          | 1  | 14 | 0  | 1 | 13 | 4  | 36 |    |

Legenda:

      Ammesso alla finale veneta.
Regolamento:

Due punti a vittoria, uno a pareggio, zero a sconfitta.
Pari merito in caso di pari punti.

### Finali

#### Classifica finale
|  | Pos. | Squadra          | Pt | G | V | N | P | GF | GS | DR |
|  | ---- | ---------------- | -- | - | - | - | - | -- | -- | -- |
|  | 1.   | Treviso          | 11 | 6 | 5 | 1 | 4 | 9  | 1  |    |
|  | 2.   | Bentegodi Verona | 7  | 6 | 3 | 1 | 2 | 5  | 5  |    |
|  | 3.   | Schio            | 6  | 6 | 3 | 0 | 3 | 6  | 6  |    |
|  | 4.   | Pordenone        | 0  | 6 | 0 | 0 | 6 | 1  | 9  |    |

Legenda:

      Promossa in Seconda Divisione 1925-1926.
Regolamento:

Due punti a vittoria, uno a pareggio, zero a sconfitta.
Pari merito in caso di pari punti.

#### Calendario
| Andata (1ª) | Andata (1ª) | 1ª giornata       | Ritorno (4ª) | Ritorno (4ª) |
|             |             |                   |              |              |
| 22 mar.     | 0-0         | Bentegodi-Treviso | 0-2          | 19 apr.      |
| 22 mar.     | 1-0         | Pordenone-Schio   | 0-1          | 19 apr.      |

| Andata (2ª) | Andata (2ª) | 2ª giornata       | Ritorno (5ª) | Ritorno (5ª) |
|             |             |                   |              |              |
| 29 mar.     | 2-1         | Schio-Bentegodi   | _-_          | 26 apr.      |
| 29 mar.     | 0-1         | Pordenone-Treviso | 0-1          | 26 apr.      |

| \| Andata (3ª) \| Andata (3ª) \| 3ª giornata \| Ritorno (6ª) \| Ritorno (6ª) \| \| \| \| \| \| \| \| 12 apr. \| 2-1 \| Treviso-Schio \| 2-0 \| 3 mag. \| \| 12 apr. \| 1-0 \| Bentegodi-Pordenone \| 2-1 \| 3 mag. \| |             |                     |              |              |
| Andata (3ª) | Andata (3ª) | 3ª giornata         | Ritorno (6ª) | Ritorno (6ª) |
| |             |                     |              |              |
| 12 apr. | 2-1         | Treviso-Schio       | 2-0          | 3 mag.       |
| 12 apr. | 1-0         | Bentegodi-Pordenone | 2-1          | 3 mag.       |

## Venezia Giulia

### Squadre partecipanti
| Club                | Città            | Stadio | Stagione precedente                     |
| ------------------- | ---------------- | ------ | --------------------------------------- |
| C.S. Capodistria    | Capodistria (PL) |        |                                         |
| A.S. Edera          | Pola             |        | 8ª nel girone D della Seconda Divisione |
| A.S. Edera          | Trieste          |        |                                         |
| S.C. Espero         | Trieste          |        | Club di nuova affiliazione              |
| C.S. Fiume          | Fiume            |        |                                         |
| Soc. Ginnastica     | Trieste          |        |                                         |
| U.S. Giovanni Grion | Pola             |        |                                         |
| A.C. Pro Gorizia    | Gorizia (UD)     |        | 2ª nella Terza Divisione del Veneto     |
| C.S. Ponziana       | Trieste          |        |                                         |

### Classifica finale
|  | Pos. | Squadra              | Pt | G  | V | N | P | GF | GS | DR |
|  | ---- | -------------------- | -- | -- | - | - | - | -- | -- | -- |
|  | 1.   | Pro Gorizia          | 26 | 16 |   |   |   |    |    |    |
|  | 2.   | Edera Trieste        | 25 | 16 |   |   |   |    |    |    |
|  | 3.   | Fiume                | 21 | 16 |   |   |   |    |    |    |
|  | 3.   | Ginnastica           | 21 | 16 |   |   |   |    |    |    |
|  | 5.   | Ponziana             | 17 | 16 |   |   |   |    |    |    |
|  | 6.   | Edera Pola           | 15 | 16 |   |   |   |    |    |    |
|  | 7.   | Grion Pola (-1)      | 8  | 16 |   |   |   |    |    |    |
|  | 7.   | Libertas Capodistria | 8  | 16 |   |   |   |    |    |    |
|  | 9.   | Espero (-1)          | 1  | 16 |   |   |   |    |    |    |

Legenda:

      Promossa in Seconda Divisione 1925-1926.
Regolamento:

Due punti a vittoria, uno a pareggio, zero a sconfitta.
Pari merito in caso di pari punti.
Note:
Espero Triste e Grion Pola hanno scontato 1 punto di penalizzazione in classifica per una rinuncia.

## Emilia

### Girone A
| Club             | Città                   | Stadio | Stagione precedente |
| ---------------- | ----------------------- | ------ | ------------------- |
| A.C. Bologna     | Bologna                 |        |                     |
| S.G. Fortitudo   | Bologna                 |        |                     |
| U.S. Gonzaga     | Gonzaga (MN)            |        |                     |
| Sant'Ilario F.C. | Sant'Ilario d'Enza (RE) |        |                     |
| Sassuolo F.C.    | Sassuolo (MO)           |        |                     |
| Suzzara F.C.     | Suzzara (MN)            |        |                     |

#### Classifica finale
|  | Pos. | Squadra           | Pt | G  | V | N | P | GF | GS | DR |
|  | ---- | ----------------- | -- | -- | - | - | - | -- | -- | -- |
|  | 1.   | Gonzaga           | 13 | 10 |   |   |   |    |    |    |
|  | 1.   | Suzzara           | 13 | 10 |   |   |   |    |    |    |
|  | 3.   | Fortitudo Bologna | 12 | 10 |   |   |   |    |    |    |
|  | 4.   | Sassuolo          | 11 | 10 |   |   |   |    |    |    |
|  | 5.   | Sant'Ilario       | 7  | 10 |   |   |   |    |    |    |
|  | 6.   | AC Bologna        | 4  | 10 |   |   |   |    |    |    |

Legenda:

      Ammesso alla semifinale emiliana.
Regolamento:

Due punti a vittoria, uno a pareggio, zero a sconfitta.
Pari merito in caso di pari punti.

### Girone B
| Club                              | Città                    | Stadio | Stagione precedente |
| --------------------------------- | ------------------------ | ------ | ------------------- |
| S.S. Casalecchio                  | Casalecchio di Reno (BO) |        |                     |
| U.S. Copparese                    | Copparo                  |        |                     |
| Juventus F.C.                     | Bologna                  |        |                     |
| Libertas F.C.                     | Ferrara                  |        |                     |
| S.P. Juventus Migliarinese (SPIM) | Migliarino (FE)          |        |                     |

#### Classifica finale
|  | Pos. | Squadra     | Pt       | G | V | N | P | GF | GS | DR |
|  | ---- | ----------- | -------- | - | - | - | - | -- | -- | -- |
|  | 1.   | Casalecchio | 12       | 8 |   |   |   |    |    |    |
|  | 2.   | S.P.I.M.    | 11       | 8 |   |   |   |    |    |    |
|  | 3.   | Copparese   | 8        | 8 |   |   |   |    |    |    |
|  | 3.   | Juventus    | 8        | 8 |   |   |   |    |    |    |
|  | 5.   | Libertas    | 1        | 8 |   |   |   |    |    |    |
|  | 6.   | Ostiglia    | Ritirato |   |   |   |   |    |    |    |

Legenda:

      Ammesso alla semifinale emiliana.
Regolamento:

Due punti a vittoria, uno a pareggio, zero a sconfitta.
Pari merito in caso di pari punti.
L’Ostiglia si ritirò dal campionato cessando di esistere.

### Girone C
| Club                                         | Città                 | Stadio | Stagione precedente |
| -------------------------------------------- | --------------------- | ------ | ------------------- |
| U.S. Castelbolognese                         | Castel Bolognese (RA) |        |                     |
| C.A. Faenza                                  | Faenza (RA)           |        |                     |
| U.S. Forti e Liberi                          | Forlì                 |        |                     |
| U.S. Libertas                                | Rimini (FO)           |        |                     |
| C.S. Pro Lugo sez.calcio "Francesco Baracca" | Lugo (RA)             |        |                     |
| U.S. Ravennate                               | Ravenna               |        |                     |

#### Classifica finale
|  | Pos. | Squadra          | Pt | G  | V | N | P  | GF | GS | DR |
|  | ---- | ---------------- | -- | -- | - | - | -- | -- | -- | -- |
|  | 1.   | Faenza           | 14 | 10 | 7 | 0 | 3  |    |    |    |
|  | 2.   | Castelbolognese  | 13 | 10 | 6 | 1 | 3  |    |    |    |
|  | 2.   | Baracca Pro Lugo | 13 | 10 | 6 | 1 | 3  |    |    |    |
|  | 4.   | Forti e Liberi   | 12 | 10 | 6 | 0 | 4  |    |    |    |
|  | 5.   | Ravennate        | 8  | 10 | 4 | 0 | 6  |    |    |    |
|  | 6.   | Libertas Rimini  | 0  | 10 | 0 | 0 | 10 |    |    |    |

Legenda:

      Ammesso alla semifinale emiliana.
Regolamento:

Due punti a vittoria, uno a pareggio, zero a sconfitta.
Pari merito in caso di pari punti.

### Spareggio per il secondo posto in classifica ed accesso alle semifinali
|                 | Risultato |          | Luogo e data          |
| --------------- | --------- | -------- | --------------------- |
| Castelbolognese | 2-0       | Pro Lugo | Faenza, 22 marzo 1924 |
|                 |           |          |                       |

### Semifinali

#### Classifica finale
|  | Pos. | Squadra  | Pt | G | V | N | P | GF | GS | DR |
|  | ---- | -------- | -- | - | - | - | - | -- | -- | -- |
|  | 1.   | Faenza   | 8  | 4 |   |   |   |    |    |    |
|  | 2.   | Suzzara  | 3  | 4 |   |   |   |    |    |    |
|  | 3.   | S.P.I.M. | 1  | 4 |   |   |   |    |    |    |

Legenda:

      Ammesso alla finale emiliana.
Regolamento:

Due punti a vittoria, uno a pareggio, zero a sconfitta.
Pari merito in caso di pari punti.
|  | Pos. | Squadra         | Pt | G | V | N | P | GF | GS | DR |
|  | ---- | --------------- | -- | - | - | - | - | -- | -- | -- |
|  | 1.   | Gonzaga         | 6  | 4 |   |   |   |    |    |    |
|  | 2.   | Casalecchio     | 5  | 4 |   |   |   |    |    |    |
|  | 3.   | Castelbolognese | 1  | 4 |   |   |   |    |    |    |

Legenda:

      Ammesso alla finale emiliana.
Regolamento:

Due punti a vittoria, uno a pareggio, zero a sconfitta.
Pari merito in caso di pari punti.

### Finale
|         | Risultato   |         | Luogo e data            |
| ------- | ----------- | ------- | ----------------------- |
| Gonzaga | 2 - 0       | Faenza  | Gonzaga, 24 maggio 1925 |
| Faenza  | 3 - 1       | Gonzaga | Faenza, 31 maggio 1925  |
| Gonzaga | 2 - 1 (dts) | Faenza  | Bologna, 7 giugno 1925  |
|         |             |         |                         |

- Il Gonzaga è campione emiliano di 3ª Divisione e promosso in Seconda Divisione 1925-1926.

## Toscana

### Girone A

#### Squadre partecipanti
| Club                    | Città          | Stadio | Stagione precedente                  |
| ----------------------- | -------------- | ------ | ------------------------------------ |
| A.C. A.S.S.I.           | Firenze        |        |                                      |
| Empoli F.B.C.           | Empoli (FI)    |        |                                      |
| C.S. Firenze            | Firenze        |        | 7º nel girone F di Seconda Divisione |
| Juventus Foot-Ball Club | Firenze        |        |                                      |
| U.S. Pontedera          | Pontedera (PI) |        |                                      |
| Prato S.C.              | Prato (FI)     |        | 6º nel girone F di Seconda Divisione |
| S.S. Robur              | Siena          |        | 8º nel girone F di Seconda Divisione |
| S.S. Signa              | Signa (FI)     |        |                                      |
| S.S. Vigor              | Fucecchio (FI) |        |                                      |

#### Classifica finale
|  | Pos. | Squadra         | Pt | G  | V  | N | P  | GF | GS | DR  |
|  | ---- | --------------- | -- | -- | -- | - | -- | -- | -- | --- |
|  | 1.   | Prato           | 30 | 16 | 15 | 0 | 1  | 82 | 9  | +73 |
|  | 1.   | CS Firenze      | 30 | 16 | 15 | 0 | 1  | 56 | 7  | +49 |
|  | 3.   | Signa           | 17 | 16 | 8  | 1 | 7  | 30 | 28 | +2  |
|  | 3.   | Siena           | 17 | 16 | 8  | 1 | 7  | 26 | 24 | +2  |
|  | 5.   | Empoli          | 15 | 16 | 6  | 3 | 7  | 27 | 31 | -4  |
|  | 6.   | Vigor Fucecchio | 14 | 16 | 6  | 2 | 8  | 19 | 33 | -14 |
|  | 7.   | A.S.S.I.        | 12 | 16 | 5  | 2 | 9  | 19 | 39 | -20 |
|  | 8.   | Pontedera (-2)  | 4  | 16 | 3  | 0 | 13 | 10 | 44 | -34 |
|  | 9.   | Juventus (-1)   | 2  | 16 | 1  | 1 | 14 | 5  | 59 | -54 |

Legenda:

      Ammesso alla finale toscana.
Regolamento:

Due punti a vittoria, uno a pareggio, zero a sconfitta.
Pari merito in caso di pari punti.
Note:
Pontedera ha scontato 2 punti di penalizzazione in classifica per due rinunce.
Juventus Firenze ha scontato 1 punto di penalizzazione in classifica per una rinuncia.

### Girone B

#### Squadre partecipanti
| Club                        | Città                 | Stadio | Stagione precedente |
| --------------------------- | --------------------- | ------ | ------------------- |
| U.S. Carrarese              | Carrara               |        |                     |
| S.C. Cucirini Cantoni Coats | Lucca                 |        |                     |
| G.S. Enrico Toti            | Livorno               |        |                     |
| Pietrasanta S.C.            | Pietrasanta (LU)      |        |                     |
| S.S. Juventus Massa         | Massa                 |        | Anno sabbatico      |
| S.S. San Marco              | Livorno               |        |                     |
| U.S. Sempre Avanti          | Piombino (LI)         |        |                     |
| G.S. Solvay                 | Rosignano Solvay (LI) |        |                     |

#### Classifica finale
|  | Pos. | Squadra                | Pt | G  | V | N | P | GF | GS | DR |
|  | ---- | ---------------------- | -- | -- | - | - | - | -- | -- | -- |
|  | ?.   | Pietrasanta            | ?? | ?? |   |   |   |    |    |    |
|  | ?.   | Cucirini Cantoni Coats | ?? | ?? |   |   |   |    |    |    |
|  | ?.   | Carrarese              | ?? | ?? |   |   |   |    |    |    |
|  | ...  | San Marco              | ?? | ?? |   |   |   |    |    |    |
|  | ...  | Enrico Toti            | ?? | ?? |   |   |   |    |    |    |
|  | ...  | Solvay Rosignano       | ?? | ?? |   |   |   |    |    |    |
|  | ...  | Sempre Avanti          | ?? | ?? |   |   |   |    |    |    |
|  | ...  | Juventus Massa         | ?? | ?? |   |   |   |    |    |    |

Legenda:

      Ammesso alla finale toscana.
Regolamento:

Due punti a vittoria, uno a pareggio, zero a sconfitta.
Pari merito in caso di pari punti.
Note:
La classifica "sul campo" era la seguente: Cantoni Coats e Carrarese 22; Pietrasanta 19; San Marco 16; Solvay 14; Enrico Toti 10; Sempre Avanti 7; Juventus 2. Dopo la quarta giornata del girone finale il Comitato Regionale inflisse la sconfitta a tavolino alla Carrarese in tutte le partite in cui aveva schierato due giocatori in posizione irregolare. Di conseguenza, nella nuova classifica (per il momento non disponibile) il Pietrasanta risultò nelle prime due posizioni al posto della Carrarese. Tutti i risultati della Carrarese nel girone finale furono annullati in quanto ad essa subentrò il Pietrasanta.

### Finali

#### Classifica finale
|  | Pos. | Squadra                | Pt | G | V | N | P | GF | GS | DR |
|  | ---- | ---------------------- | -- | - | - | - | - | -- | -- | -- |
|  | 1.   | Prato                  | 9  | 6 | 4 | 1 | 1 | .  | .  | 0  |
|  | 2.   | CS Firenze             | 8  | 6 |   |   |   |    |    |    |
|  | 3.   | Pietrasanta            | 6  | 6 |   |   |   |    |    |    |
|  | 4.   | Cucirini Cantoni Coats | 1  | 6 | 0 | 1 | 5 | .  | .  | 0  |

Legenda:

      Promossa in Seconda Divisione 1925-1926.
Regolamento:

Due punti a vittoria, uno a pareggio, zero a sconfitta.
Pari merito in caso di pari punti.

## Comitati del Sud
I tornei solo apparentemente omonimi nel Sud Italia non ebbero alcuna relazione con quelli del Nord, essendo stati solo una semplice ridenominazione di quelli precedenti di Terza Categoria cui erano succeduti. 

### Marche

#### Squadre partecipanti
| Club               | Città         | Stadio | Stagione precedente |
| ------------------ | ------------- | ------ | ------------------- |
| S.P. Alma Juventus | Fano (PS)     |        |                     |
| S.S. Excelsior     | Fabriano (AN) |        |                     |
| U.S. Fermana       | Fermo (AP)    |        |                     |
| S.C. Italia        | Ancona        |        |                     |
| S.E.F. Stamura     | Ancona        |        |                     |

#### Classifica finale
|  | Pos. | Squadra            | Pt | G | V | N | P | GF | GS | DR |
|  | ---- | ------------------ | -- | - | - | - | - | -- | -- | -- |
|  | 1.   | Stamura            | 16 | 8 |   |   |   |    |    |    |
|  | 2.   | Fermana            | 9  | 8 |   |   |   |    |    |    |
|  | 3.   | Italia Ancona      | 8  | 8 |   |   |   |    |    |    |
|  | 4.   | Alma Juventus Fano | 6  | 8 |   |   |   |    |    |    |
|  | 5.   | Excelsior          | 0  | 8 |   |   |   |    |    |    |

Legenda:

      Promossa in Seconda Divisione 1925-1926.
 Ritirata durante il campionato.
Regolamento:

Due punti a vittoria, uno a pareggio, zero a sconfitta.
Pari merito in caso di pari punti.

#### Verdetti
- Stamura campione marchigiano di Terza Divisione e promossa in Seconda Divisione Marche.

### Lazio

#### Squadre partecipanti
| Club              | Città              | Stadio | Stagione precedente |
| ----------------- | ------------------ | ------ | ------------------- |
| S.S. Ardita       | Roma               |        |                     |
| S.S. Andrea Doria | Tivoli (RM)        |        |                     |
| Bracciano F.C.    | Bracciano (RM)     |        |                     |
| Ideale F.C.       | Roma               |        |                     |
| Juventus F.C.     | Roma               |        |                     |
| U.S. Carlo Oriani | Roma               |        |                     |
| S.S. Vivace       | Grottaferrata (RM) |        |                     |

#### Classifica finale
|  | Pos. | Squadra      | Pt  | G  | V | N | P | GF | GS | DR |
|  | ---- | ------------ | --- | -- | - | - | - | -- | -- | -- |
|  | 1.   | Ardita       | ??  | ?? |   |   |   |    |    |    |
|  | 2.   | Carlo Oriani | '?? | ?? |   |   |   |    |    |    |
|  | 3.   | ??           | '?? | ?? |   |   |   |    |    |    |
|  | 4.   | ??           | '?? | ?? |   |   |   |    |    |    |
|  | 5.   | ??           | '?? | ?? |   |   |   |    |    |    |
|  | 6.   | ??           | ??  | ?? |   |   |   |    |    |    |
|  | 7.   | ??           | ??  | ?? |   |   |   |    |    |    |

Legenda:

      Promossa in Seconda Divisione 1925-1926.
Regolamento:

Due punti a vittoria, uno a pareggio, zero a sconfitta.
Pari merito in caso di pari punti.

### Campania

#### Squadre partecipanti
| Club                | Città                        | Stadio | Stagione precedente |
| ------------------- | ---------------------------- | ------ | ------------------- |
| Goliardo            | Castellammare di Stabia (NA) |        |                     |
| Pro Nola            | Nola (NA)                    |        |                     |
| S.S. Puteolana S.C. | Pozzuoli (NA)                |        |                     |
| U.S. Resurgo        | Torre del Greco (NA)         |        |                     |
| U.S. Speranza       | Napoli                       |        |                     |

#### Classifica finale
|  | Pos. | Squadra   | Pt | G | V | N | P | GF | GS | DR  |
|  | ---- | --------- | -- | - | - | - | - | -- | -- | --- |
|  | 1.   | Puteolana | 14 | 8 | 6 | 2 | 0 | 12 | 2  | +10 |
|  | 2.   | Resurgo   | 10 | 8 | 3 | 4 | 1 | 8  | 5  | +3  |
|  | 3.   | Pro Nola  | 9  | 8 | 2 | 5 | 1 | 6  | 2  | +4  |
|  | 4.   | Goliardo  | 4  | 8 | 0 | 4 | 4 | 3  | 9  | -6  |
|  | 4.   | Speranza  | 4  | 8 | 0 | 4 | 4 | 4  | 13 | -9  |

Legenda:

      Ammesso alla finale.
Regolamento:

Due punti a vittoria, uno a pareggio, zero a sconfitta.
Pari merito in caso di pari punti.

#### Squadre partecipanti
| Club                 | Città       | Stadio | Stagione precedente |
| -------------------- | ----------- | ------ | ------------------- |
| S.C. Ardisci e Spera | Elena (CE)  |        |                     |
| U.S. Aversana        | Aversa (CE) |        |                     |
| U.S. Pro Formia      | Formia (CE) |        |                     |

#### Classifica finale
|  | Pos. | Squadra         | Pt | G | V | N | P | GF | GS | DR |
|  | ---- | --------------- | -- | - | - | - | - | -- | -- | -- |
|  | 1.   | Pro Formia      | 8  | 4 |   |   |   |    |    | +  |
|  | 2.   | Ardisci e Spera | 4  | 4 |   |   |   |    |    | +  |
|  | 3.   | Aversana        | 0  | 4 |   |   |   |    |    | -  |

Legenda:

      Ammesso alla finale.
Regolamento:

Due punti a vittoria, uno a pareggio, zero a sconfitta.
Pari merito in caso di pari punti.

### Finale

#### Calendario
| \| Andata (1ª) \| Andata (1ª) \| 2ª giornata \| Ritorno (2ª) \| Ritorno (2ª) \| \| \| \| \| \| \| \| 9 ago. \| 2-0 \| [4]Puteolana-Pro Formia[4] \| 2-0 \| 16 ago. \| |             |                      |              |              |
| Andata (1ª) | Andata (1ª) | 2ª giornata          | Ritorno (2ª) | Ritorno (2ª) |
| |             |                      |              |              |
| 9 ago. | 2-0         | Puteolana-Pro Formia | 2-0          | 16 ago.      |

#### Verdetti finali
- Puteolana promossa in Seconda Divisione 1925-1926 e in seguito ammessa in Prima Divisione 1925-1926 per scelta del CRC.
- Pro Formia  ammessa in Seconda Divisione 1925-26 per scelta del CRC.

### Sardegna

#### Girone A

##### Squadre partecipanti
| Club          | Città    | Stadio | Stagione precedente |
| ------------- | -------- | ------ | ------------------- |
| Cagliari      | Cagliari |        |                     |
| S.G. Amsicora | Cagliari |        |                     |

##### Classifica finale
|  | Pos. | Squadra       | Pt | G | V | N | P | GF | GS | DR |
|  | ---- | ------------- | -- | - | - | - | - | -- | -- | -- |
|  | 1.   | Cagliari      | 3  | 2 | 1 | 1 | 0 | 3  | 1  | +3 |
|  | 2.   | S.G. Amsicora | 1  | 2 | 0 | 1 | 1 | 1  | 3  | -2 |

#### Girone B

##### Squadre partecipanti
| Club             | Città   | Stadio | Stagione precedente |
| ---------------- | ------- | ------ | ------------------- |
| S.G. Terranovese | Olbia   |        |                     |
| Torres           | Sassari |        |                     |

##### Classifica finale
|  | Pos. | Squadra          | Pt | G | V | N | P | GF | GS | DR |
|  | ---- | ---------------- | -- | - | - | - | - | -- | -- | -- |
|  | 1.   | S.G. Terranovese | 4  | 2 | 2 | 0 | 0 | 4  | 2  | +2 |
|  | 2.   | Torres           | 0  | 2 | 0 | 0 | 2 | 2  | 4  | -2 |

#### Finale

##### Calendario
| Andata (1ª) | Andata (1ª) | 2ª giornata                      | Ritorno (2ª) | Ritorno (2ª) |
|             |             |                                  |              |              |
| 16 mag.     | 1-3         | S.G. Terranovese - C.S. Cagliari | 0-2          | 24 mag.      |

##### Verdetti finali
- C.S. Cagliari campione di Sardegna.

### Giornali sportivi
- La Gazzetta dello sport, Milano, 1924-1925, consultabile presso le Biblioteche:.
  - Biblioteca Civica di Torino;
  - Biblioteca Nazionale Braidense di Milano,
  - Biblioteca Civica Berio di Genova,
  - Biblioteca Nazionale Centrale di Firenze,
  - Biblioteca Nazionale Centrale di Roma.
- Il paese sportivo, di Torino (dal 1919 al 1929), consultabile presso:
  - Biblioteca Nazionale Centrale di Firenze Archiviato il 4 marzo 2016 in Internet Archive..
- La Gazzetta, d'Intra, stagione 1924-1925 - consultabile online su giornalidelpiemonte.it[collegamento interrotto].
- Il Mare, di Rapallo, stagione 1924-1925 - consultabile online su
- Il Cittadino, di Monza, stagione 1924-1925 - consultabile online - Biblioteca Digitale Lombarda.
- La Voce di Mantova, stagione 1924-1925 - consultabile online - Biblioteca Digitale Lombarda.
- Gazzetta di Venezia, stagione 1924-1925 dal sito della Biblioteca nazionale centrale di Roma.
- Il Telegrafo, di Livorno, stagione 1924-1925, consultabile online.

### Libri
- Carlo Fontanelli, La sfida infinita - I campionati italiani della stagione 1924-25, Empoli (FI), Geo Edizioni S.r.l., luglio 2000,  p. 32.
- Sandro Candelora, Carlo Fontanelli e Glauco Faroni, Il volo dell'Aquila - Storia del Fano Calcio dalle origini al Terzo Millennio, Empoli (FI), Geo Edizioni S.r.l., dicembre 2002,  p. 30.
- Gennaro Gaudino, Francesco Lubrano, Puteolana, Monte di Procida (NA), Tipolitografia Grafica Montese, dicembre 2007. ISBN non esistente